# Meromacrus lineascripta
Meromacrus lineascripta är en tvåvingeart som beskrevs av Hull 1937. Meromacrus lineascripta ingår i släktet Meromacrus och familjen blomflugor.
Artens utbredningsområde är Bolivia. Inga underarter finns listade i Catalogue of Life.